# Шумилів
Шуми́лів — село в Україні, у Бершадській міській громаді Гайсинського району Вінницької області. Розташоване за 25 км від м. Бершадь, найближча залізнична станція – «Генріховка» (с. Красносілка), за 5 км, площа населеного пункту – 168 га, населення – 611 чол, кількість дворів – 315. Геральдики села немає.

## Історія
Село Шумилів розташоване на правому високому скелястому березі р. Південний Буг. За народними переказами село було засновано в 16 ст. Старі назви села – Озірне, Озерне.
Озірне, значить озирати, далеко бачити. І це справді так. З високих Шумилівських круч на багато кілометрів видно лівобережжя Бугу (як його називають місцеві жителі). Цілком зрозумілою є і друга назва села: Озерне – від слова озера. Феномен полягає в тому, що озера існували справді, оточували село з різних сторін.
Етимологія ж теперішньої назви села Шумилів має свою історію. Ця назва пов’язана із річкою Південний Буг, яка тече біля села. На річці багато кам’яних порогів, тому шум води чути здалеку. Якщо етимологія перших назв пов’язана з зором, то друга – зі слухом.
Перше поселення налічувало 15 хат. Довжина села була близько 1200 м. В той час село Озерне належало пану, який жив в селі Усті. Пізніше він подарував с. Озерне і с. Маньківку пану (прізвище не відоме), якого називали  воєнним маршалом. З того часу за наказом пана с. Озерне було перейменовано в с. Шумилів. Із наказу цього ж пана при дальшому заселенні було залишено серед села велику площу землі для побудови церковного храму. Після пана «маршала» село перейшло до рук пана Шулятинського, який жорстоко поводився із житклями. Він примушував відробляти панщину: селяни орали поміщицьку землю, збирали для нього урожай, пасли панську худобу.
У 1870 році с. Шумилів перейшло до рук пан Єловіцкого, який мав у своєму володінні поля, які знаходилися навколо сіл Шумилів і Маньківка. Пізніше сусіднє село Маньківку він віддав в оренду Грушевському, а сам господарював у селі Шумилів до 1917 року.
7 (20) листопада 1917 року, відповідно до Третього Універсалу Української Центральної Ради, увійшло до складу Української Народної Республіки.
Спочатку в селі Шумилів була волость, до якої належали села Маньківка і Берізки. Коли волость ліквідувалась, то село Шумилів стало належати до Устянської волості Ольгопільського повіту Подільської губернії. Так було до 1918 року.
Починаючи з часу поділу на райони, с. Шумилів відійшло до Джулинського, а з 1932 року до Бершадського району.
Перший храм в селі на честь святого Євангеліста Луки зведено в 1752 році. 1881 року збудували шумиляни другий дерев’яний храм того ж імені. Давно те було, і мало хто вже сьогодні знає, чиїм коштом і хто звів цю перлину Подільського краю. Хоча «Єпархіальні відомості» під роком 1886 повідомляють ім’я і прізвище будівельного десятника Микиту Лукашенка. Після спорудження храму він став старостою церковної общини. На будівництво храму він же пожертвував «левову» частку потрібної суми, решту – прихожани.  Цей храм особливо цінувався тим. Що в ньому знаходився трьохярусний іконостас, який був особливою копією іконостаса в Берест-Литовському соборі Гродненської губернії. В 1861 році в селі було  відкрито церковно-приходську школу. Дітей навчав священник Іоанн  Белінський. У 30-х роках минулого століття комсомольці, під покровом ночі, облили гасом церкву аби її спалити. У цей час йшов з роботи  син Микити Лукашенка, Семен. Зрозумівши, що трапилось, він почав дзвонити у церковні дзвони… Так було врятовано святиню. У післявоєнні роки Семен Микитович був старостою громади. Це він  замовив у Бершаді, у місцевого художника Жуковського А., образи, які нині прикрашають центральний купол храму. Колишній староста Мефодій  Тихонович Сиротюк, приклав багато зусиль, аби гарно обладнати церковний двір, поставити гарні ворота та огорожу. Справжня пам’ятка архітектури прикрашає нині нашу подільську землю. Служить на цьому приході священник-ієрей отець Анатолій Петрович Манзенко.
Втановлення радянської влади. До революції селяни ходили до попа заробляти – жати зап`ятий сніп: чотири – пану, а п`ятий – собі. Так, важкою працею селяни створювали господарство і будувались. Та прийшла коликтивізація, селянин, що мав корову чи коня – вже куркуль. Таких куркулів в селі було багато. Колективізація розорила село, перетворила хлібороба на жебрака. За відмову вступити до колгоспу, за власну думку, за те, що важко робив, селянина тиснули податками.
Село було розділене на два колгоспи: «Шевченка», який очолював Гудима Микита і «Парткомуни» - головою колгоспу був Засядьвовк Потап Борисович. Селяни, які мали свої землі, коні, не хотіли йти в коглосп, але так добровільно-примусово поступали, віддаючи свої воли та сільськогосподарський інвентар.  
Перша заповідь колгоспу – перший хліб – державі. Те, що залишалось, віддавали людям на трудодень по 300 г хліба, грошей не давали. Все ж таки люди не хотіли підкорятися владі.Масового поширення набули, так звані, «волинки» - протест. Одного разу зібрались жінки з лопатами, сапами, вилами і пішли до колгоспної контори. Почалась стрілянина, під час якої було вбито Вербецьку Теклю.
В період Великої Вітчизняної війни село Шумилово находилось під владою Румунії. Окупантами було встановлено свої загарбницькі порядки.
Наприкінці 1941р. в село Шумилово доставили більше півтисячі євреїв із Буковини і розмістили їх в колишній конюшні. Побутових умов для життя не було ніяких: приміщення не опалювалось, води не було, ніякого освітлення в нічні часи також не було. А про харчування також можна було не мріяти. Через деякий час почалась епідемія висипного тифу. Щоб вижити люди ходили по селі, міняли свої особисті речі на продукти. Тифом хворіли всі: і сільське населення і євреї. Медичної допомоги не було, ліків також, тому смертність була надзвичайно великою. Вимирали цілі сім`ї. Похорони були щоденно.
В сусідньому селі Маньківці розміщалась Ромунська комендатура.
Розгромом гітлерівців у районі Умані розпочалася у березні 1944 року Умансько-Ботошанська операція військ Другого Українського фронту. Основні події за визволення Бершадського району відбувалися в селі Шумилів. 12 березня шумиляни побачили на чернятській горі радянські танки, а в селі з’явились червоноармійські розвідники. Танкісти другої танкової армії генерала С.І. Богданова, які йшли на Шумилів, знали, що біля села є брід. З човна місцевого жителя діда Захара Оперчука танкісти ретельно проміряли глибину річки. Потім вихлопні труби машин були виведені гумовими шлангами вгору, всі люки наглухо задраєні, законопачені. Почалась унікальна для того часу переправа танків через водну перешкоду. Один за одним  по піщаному дну шумилівського броду три танки перебрались на правий берег. Ще чотири екіпажі готували свої машини до форсування річки. З дзвіниці шумилівської церкви спустився спостерігач і побіг до танкової переправи, щоб сповістити про небезпеку: велика кількість німців наближається до села. Танкісти негайно вирушили назустріч ворогові і не допустили його до села. Німці були деморалізовані. Бій піхоти з танками у відкритому полі – це її загибель, тож так і сталося. А потім плацдарм був розширений до Берізок, і цим  самим створені умови для ремонту моста. По відновленому мосту в районі Берізок-Бершадських  14-15 березня переправились  головні сили колишньої 2-ї танкової армії генерала С.І. Богданова, а також  сусідньої гвардійської танкової армії  маршала бронетанкових  військ П.О. Ротмістрова.
Після Великої Вітчизняної війни в селі так і залишилося два колгоспи.Орати не було чим.Жінок було організовано у 8 ланок (по 8-12 душ), які вручну не по ораній землі, садили кукурудзу та жали її потім серпами. Норма на одну людинк – 40 кіп( копа – 60 снопів).
У 1950 році когоспи з`єднали в один «Парткомуну». Оплата колгоспників за трудодень становила 4-5 кг зерна. Люди працювали і старались добиватись найвищих показників. Передову ланкову Остафійчук Килину Фадеївну було нагороджено швейною машинкою.
Сільске господарство поволі налагоджувалось. В колгоспі були вівці, корови, свині, коні.
У 1956 році побудували птахоферму, на якій утримували качок, гусей та курей.
В селі була своя сільська рада. В 1958 році Шумилово об`єдналося з Черняткою в один колгосп ім. В. Леніна. Головою колгоспу був Тимофій Судачок. На триторії села Чернятки.У 1966- 1968 роках колгосп побудував три капітальні приміщення для корів, приміщення дитячого садка, клубу, бруковану дорогу, тракторний стан. До 1965 року в селі працювала дільнича лікарня з пологовим відділенням. В ній працювало три медпрацівники. Також були продовольчий та господарський магазини.
Вберезні 1972 року Шумилово відділили від Чернятки і об`єднали із Маньківкою в один колгосп «12 –річчя Жовтня». Головою колгоспу був Булка Борис Дементійович. У 70-ті роки будується ще чотирьохрядний корпус для корів, дві силосні ями, майстерня в тракторній бригаді, кузня, будинок відпочинку для трактористів, столова. При школі відкрито залчне відділення без відриву від виробництва, де трудівники села здобували середню освіту. На належному рівні працювали клуб та бібліотека, дитячий садок , кімната побутового обслуговування, медпункт був окремим приміщенням.
У 80- ті роки було збудовано ЗАВ – 20 для очищення зерна, двохповерховий будинок з банею і контора на горі. В клубі працювала естрада на чолі з О. Літвіненком. В репертуарі були пісні на різну тематику. Колектив духових інструментів очолював Б. Федоришин. Швейна майстерня , де працювала Г. Усата , обслуговувала сільських жителів.
В 1994 році відбулося розпаювання земель. На базі колишнього колгоспу «12-річчя Жовтня» в березні 2000 року було створено СТОВ «Лан». Директором товариства обрано Савченка Сергія Павловича. Працюючим та пенсіонерам, які весь вік проробили в колгоспі наділили земельні паї, розмір земельного паю становить 1,46 га. Крім СТОВ «Лан» землі орендують ще 7 приватних власників:
СФГ «Поділля» – Сиротюк М.І., СФГ «Каскад» – Білик В. І., СФГ «Світанок» – Таран А.А., СФГ «Роднічок» – Усатий П.І., СФГ «Луч» – Ужвак В.І.,  СФГ «Україна» – Колібабчук В.І., СФГ «Роднічок» – Нечепуренко О.Ф. Також є одноосібники, які забрали свою частку землі із колгоспу і господарюють самі.
Роки незалежності. Після проголошення незалежності України, село перейшло до нового етапу державотворення- зявилися нові форми господарювання. В 1994 році відбулось розпаювання земель. На базі колишнього колгоспу «12 – річчя Жовтня» в березні 2000 року було створено СТОВ «Лан». Директором товариства обрано Савченка С.П.
Соціальній сфері села із земельного запасу в 2001 році наділено 10 га землі. Станом на січень 2006 року в селі проживає 680 осіб, чоловіків – 327, жінок – 353, з них працездатних – 332, пенсіонерів – 232, молоді віком до 28 років – 109 чол.
Порівнюючи соціально-економічний розвиток села з минулими роками, то він знаходиться в дуже незадовільному стані. Для побуту населення в селі відсутні будь-які умови. Більше не працює швейна майстерня, баня.Порівнюючи фельдшерсько-акушерський пункт з минулим ФАПом, то висновки жахливі. Внаслідок слабкої матеріальгої бази та дефіциту коштів, ФАП ледве зводить кінці з кінцями. Не в кращому стані знаходяться і осередки культури на селі – клуб і бібліотека. В зимовий період опалюються електрокаміном. І в клубі, і в бібліотеці тече дах, потрібний капітальний ремонт.
Дитячий садок взагалі не працює. Дітей дошкільного віку возять в Маньківку в дитячий садок. Єдиними закладами, якими ще можна гордитися є школа і церква. Це дві установи, які функціонують на належному рівні. Хоча учнів в школі набагато зменшилось.
Шумилів завжди відзначався своєю духовністю. Тому у неділю, у дні великих православних свят у церкві завжди багато людей. Церква функціонувала безперервно. Завдяки відданості духовній справі отця Манзенка Анатолія Петровича, церква знаходиться в гарному стані.
За добрим українським звичаєм, будь-яке свято не обходиться без традиційного хліба-короваю. Сьогодні знаною в селі є коровайниця Товмаченко М. А.
Але через фінансові труднощі, втрати надій населення на кращі зміни, руйнується село, молодь тікає, залишаючи його. Вони виїжджають до інших місць для пошуку роботи, та кращого соціально-культурного та побітового життя. Залишається лише згадка про минуле.

## Знані земляки
- Барашенко Юрій Петрович (02.05.1966 — 03.08.2016) — український військовик, учасник російсько-української війни[2].
- Голуб Леонід Григорович (10.11.1963 — 31.08.2022) — український військовик, учасник російсько-української війни[3].
- Матієнко Валентина Іванівна — українська художниця.